# Zoológico bíblico de Jerusalén
El Zoológico bíblico de Jerusalén (en hebreo: גן החיות התנ"כי) es un jardín zoológico ubicado en el barrio Malha de Jerusalén, en Eretz Israel. Es famoso por su colección de animales salvajes que son nombrados en la Biblia hebrea, así como por su éxito en la cría de especies en peligro de extinción. De acuerdo con Dun and Bradstreet, el Zoológico Bíblico fue la atracción turística más popular en Israel de 2005 a 2007, y registró un récord de 738.000 visitantes en 2009. El zoológico contaba con unos 55.000 miembros en 2009.